# Last Night on Earth (Noah and the Whale)
Last Night on Earth è il terzo album in studio del gruppo musicale folk rock inglese Noah and the Whale, pubblicato nel 2011.

## Tracce
1. Life is Life – 3:37
2. Tonight's the Kind of Night – 3:10
3. L.I.F.E.G.O.E.S.O.N. – 3:52
4. Wild Thing – 4:50
5. Give It All Back – 2:56
6. Just Me Before We Met – 3:38
7. Paradise Stars – 1:30
8. Waiting For My Chance to Come – 2:57
9. The Line – 3:30
10. Old Joy – 3:29

## Formazione
- Charlie Fink - voce, chitarra
- Tom Hobden - violino, tastiere
- Matt Owens - basso
- Fred Abbott - chitarra, tastiere
- Michael Petulla - batteria

## Classifiche
| Classifica (2011)                   | Posizione raggiunta |
| ----------------------------------- | ------------------- |
| Regno Unito (Official Albums Chart) | 8                   |